# Battaglie di Cagayan
Le battaglie di Cagayan del 1582 furono una serie di scontri tra le forze delle Filippine spagnole guidate dal capitano Juan Pablo de Carrión e i wokou (probabilmente guidati da pirati giapponesi) capeggiati da Tay Fusa . Queste battaglie, che si svolsero nei pressi del fiume Cagayan, alla fine si conclusero con la vittoria spagnola.
Questo evento è una battaglia registrata tra soldati e marinai europei contro i pirati giapponesi, che seguì eventi simili come le battaglie di Manila e della baia di Fukuda . Lo scontro vide contrapposti moschettieri, picchieri, rodeleros e marinai spagnoli, assistiti da guerrieri nativi alleati, contro un gruppo più numeroso di pirati giapponesi, cinesi e probabilmente filippini nativi, composto da rōnin, soldati, pescatori e mercanti (contrabbandieri e legittimi). I pirati avevano una grande giunca e 18 sampan, barche da pesca in legno dal fondo piatto.

## Preludio

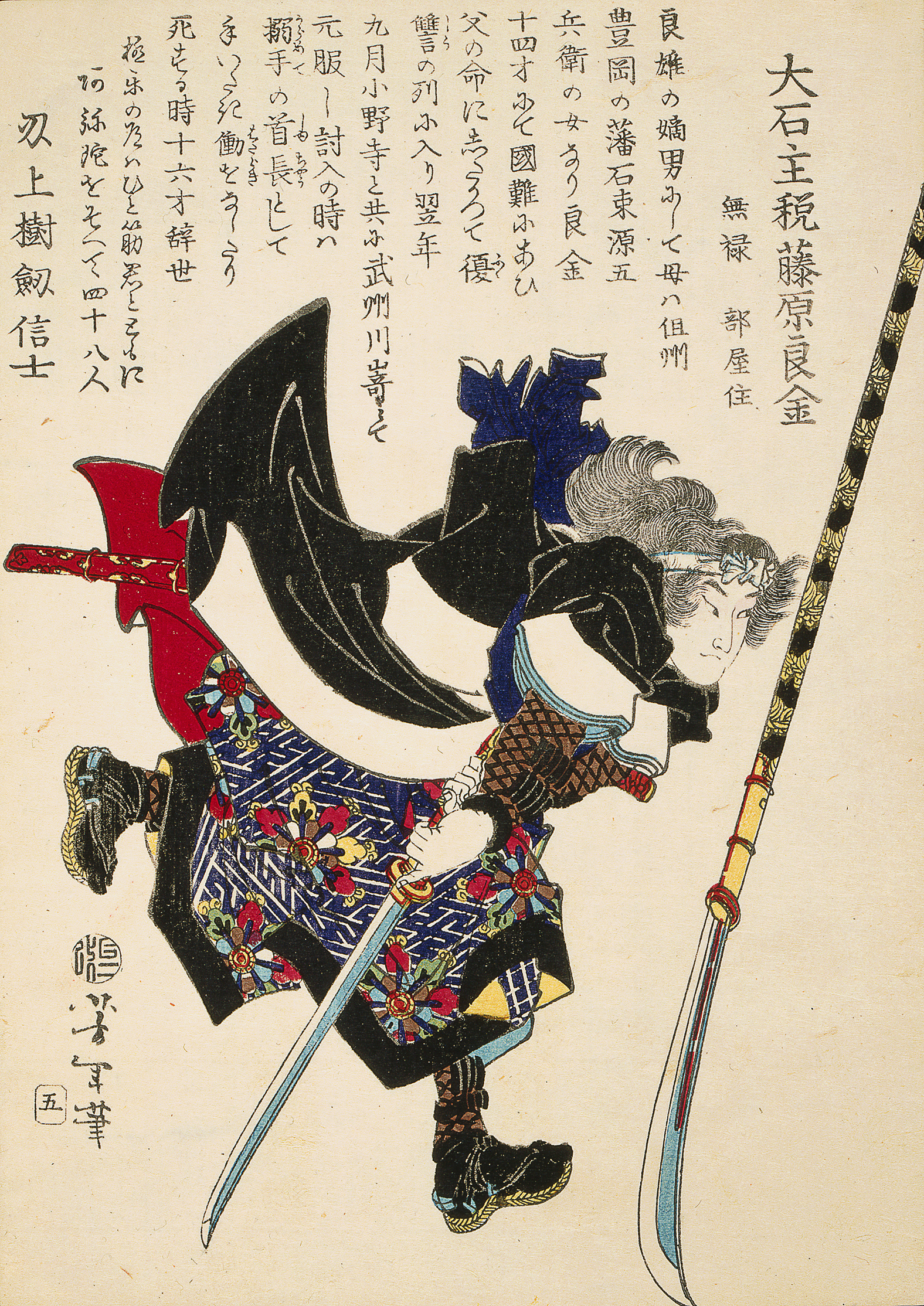
Rōnin, ovvero samurai senza padrone.

Intorno al 1573, i giapponesi iniziarono a scambiare l'oro con l'argento sull'isola filippina di Luzon, in particolare nella valle di Cagayan, attorno alle attuali province di Cagayan, Manila e Pangasinan, in particolare nella zona di Lingayen . Nel 1580, tuttavia, un gruppo eterogeneo di pirati costrinse gli indigeni di Cagayan alla sottomissione. Questi predoni erano chiamati wokou ed erano stati precedentemente combattuti dall'imperatore cinese Jiajing.
In risposta, il governatore generale delle Filippine Gonzalo Ronquillo ha incaricato Juan Pablo de Carrión, hidalgo e capitano della marina spagnola, di occuparsi della pirateria. 

Ronquillo scrisse al re Filippo II di Spagna il 16 giugno 1582:  
 Carrión prese l'iniziativa e bombardò una nave Wokou, probabilmente di fabbricazione cinese, nel Mar Cinese Meridionale, mettendola fuori combattimento. Una rappresaglia arrivò da Tay Fusa, che salpò verso l'arcipelago filippino con una flotta. 

## Forze opposte
La flotta Wokou era composta da una giunca e 18 sampan. Sebbene tra i loro uomini ci fossero predoni di etnia giapponese, cinese e filippina, il nome del loro capo suggerisce che la flotta fosse guidata dai giapponesi. Fonti spagnole lo registrano come Tay Fusa, (Portavano con sé non solo armi bianche ma anche moschetti, che gli erano stati forniti dai portoghesi). 
Per contrastare questo, Carrión radunò quaranta soldati e sette imbarcazioni: cinque piccole imbarcazioni di supporto, una nave faro ( San Yusepe ) e un galeone (La Capitana), con i rispettivi equipaggi. Sebbene numericamente inferiori, gli spagnoli erano avvantaggiati dalla loro maggiore esperienza con le armi da fuoco rispetto ai pirati, così come dalla qualità superiore delle loro armature e delle loro armi. 
A bordo delle navi, oltre all'equipaggio, c'erano quaranta soldati. Contrariamente a quanto si crede, non appartenevano ai Tercios e non più di cinque o sei di loro avevano combattuto in Europa, poiché la maggior parte era nata nella Nuova Spagna (oggi Messico e Stati Uniti sudoccidentali). Erano indigeni Tlaxcalan, veterani, tra gli altri, della guerra Chichimeca, e pienamente integrati nell'esercito spagnolo, insieme ad iberici e novohispanos, poiché questi avevano già partecipato ad alcune delle prime esplorazioni nel Pacifico e ad alcune delle guerre nella regione. Tutte le armi che trasportavano erano europee, con le stesse armi e difese di un comune soldato. Tutti conoscevano a memoria e praticavano con facilità le consuete tattiche delle formazioni spagnole. La flottiglia sarebbe stata composta anche da reclute provenienti dalle tribù alleate Tagalog, Pampanga e Visayan.

## Battaglia

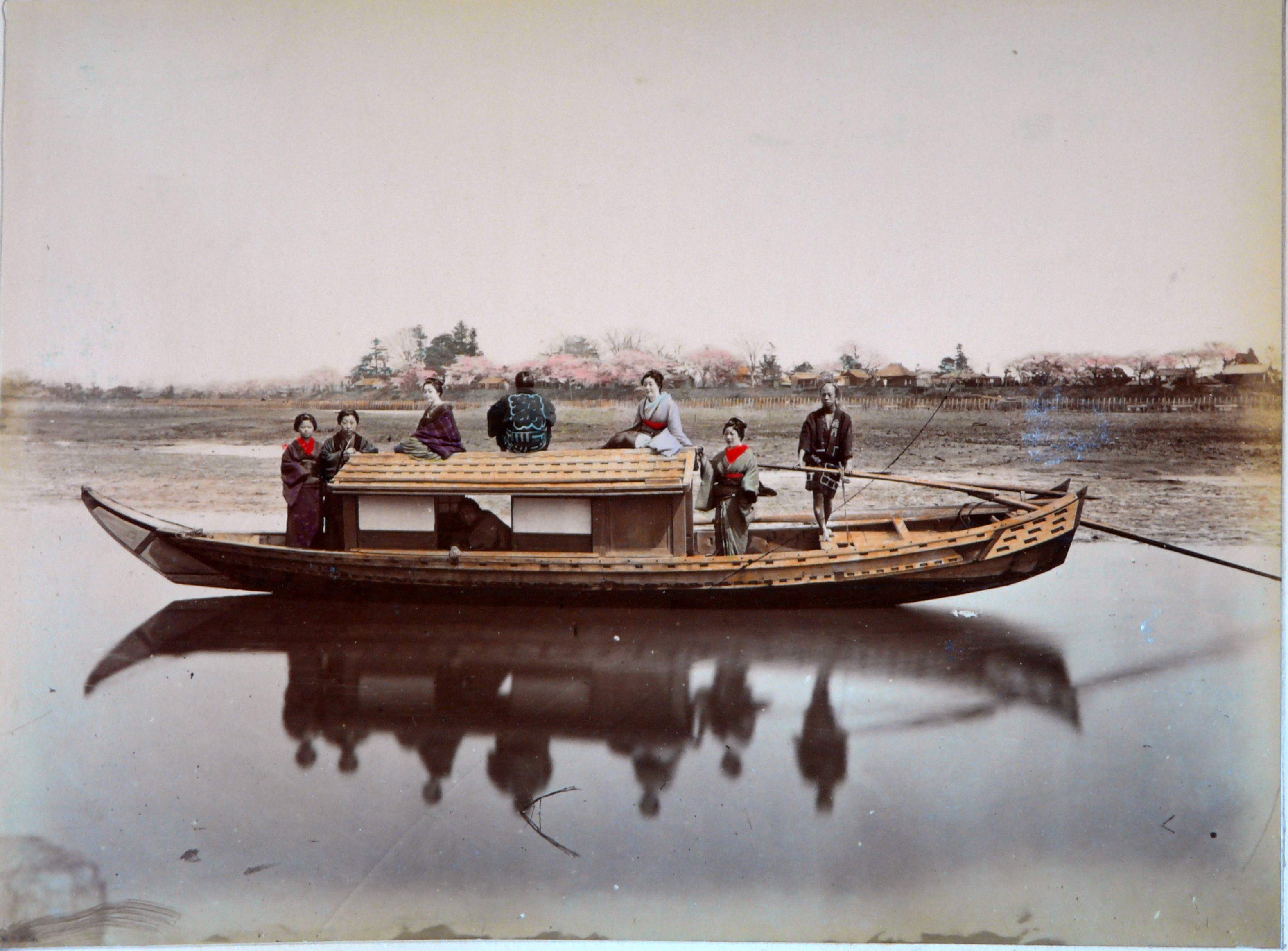
Imbarcazione fluviale giapponese simile al sampan.

Mentre superavano Capo Bojeador, la flottiglia spagnola incontrò un pesante sampan Wokou. Era appena arrivata sulla costa e i suoi marinai maltrattavano la popolazione nativa. Benché in inferiorità numerica rispetto ai wokou, Carrión ingaggiò una battaglia navale con il sampan, finendo per abbordarlo. I rodeleros spagnoli incontrarono poi i wokou giapponesi armati di spade. Nonostante il successo iniziale, i soldati spagnoli furono respinti sulla loro nave, il cui ponte si trasformò in un campo di battaglia. Alla fine, gli spagnoli volsero di nuovo la battaglia a loro favore, improvvisando un parapetto con picchieri spagnoli nella parte anteriore e archibugieri e moschettieri nella parte posteriore, grazie al tempestivo rinforzo del resto della flotta. I wokou abbandonarono le navi e nuotarono via, alcuni annegarono a causa del peso della loro armatura.  Gli spagnoli avevano subito le loro prime perdite, tra cui il capitano della galea Pedro Lucas.
La flottiglia continuò a scendere lungo il fiume Cagayán, incontrando una flotta di diciotto sampan e un forte Wokou eretti nell'entroterra. La flotta spagnola si aprì un varco con l'artiglieria e sbarcò sulla riva. Si trincerarono, radunando nelle trincee l'artiglieria scaricata dal galeone e bombardando continuamente i pirati. I wokou decisero di negoziare la resa e Carrión ordinò loro di lasciare Luzon. I pirati chiesero oro come risarcimento per le perdite che avrebbero subito se se ne fossero andati, cosa che Carrión negò categoricamente. Dopo questo, i wokou decisero di attaccare via terra con una forza di circa seicento uomini. 
Le trincee spagnole, presidiate da soldati e marinai, resistettero a un primo assalto, poi a un altro. In risposta al fatto che le loro picche vennero sequestrate dai soldati Wokou, gli spagnoli oliarono le aste delle loro picche per renderle difficili da afferrare. Al terzo attacco gli spagnoli esaurirono le scorte di polvere da sparo e il combattimento si trasformò in uno scontro ravvicinato che quasi fece breccia nelle trincee. Infine, con gli assalti dei Wokou in diminuzione, gli spagnoli emersero dalle trincee e attaccarono, sconfiggendo i Wokou rimasti.  Poi saccheggiarono le armi Wokou lasciate sul campo di battaglia, tra cui katane e armature, conservandole come trofei.

## Conseguenze
Con la regione pacificata e l'arrivo dei rinforzi, Carrión fondò la città di Nuova Segovia (oggi Lal-lo). In seguito l'attività dei pirati fu scarsa, anche se l'impressione lasciata dalla ferocia della battaglia spinse il viceré spagnolo locale a richiedere più truppe. L'attività commerciale nei pressi di Cagayan era concentrata nella baia di Lingayen, a Pangasinan, sul porto di Agoo e consisteva principalmente nel commercio di pelli di cervo.